# James S. Brady Press Briefing Room

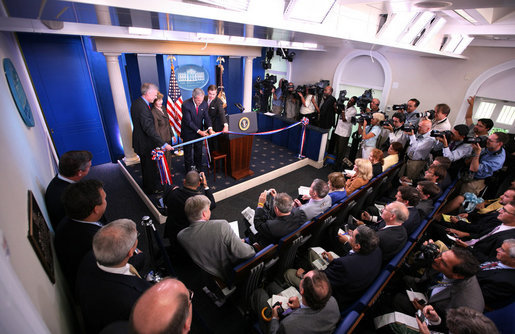
Uroczyste otwarcie przez George'a W. Busha odnowionego James S. Brady Press Briefing Room

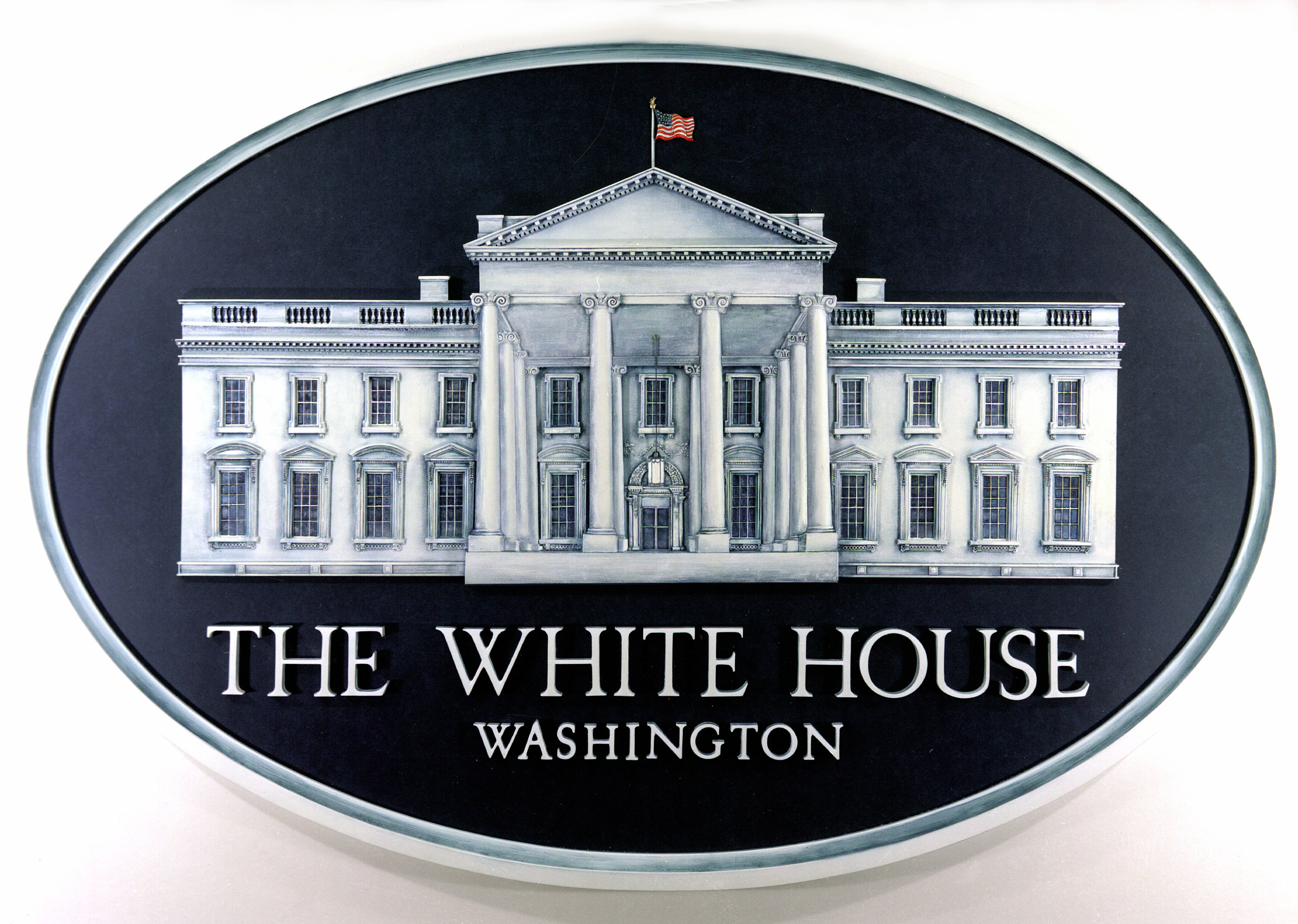
Emblemat Białego Domu użyty w audytorium

James S. Brady Press Briefing Room – małe audytorium mieszczące się w Zachodnim Skrzydle Białego Domu w Waszyngtonie. Odbywają się tam konferencje prasowe prezydentów Stanów Zjednoczonych i przynajmniej raz dziennie z dziennikarzami spotyka się tam sekretarz prasowy lub jego zastępca. Dziennikarze siadają w audytorium według ściśle ustalonego porządku, który jest przygotowywany przez Stowarzyszenie Korespondentów Białego Domu.

## Historia
W 2000 pomieszczeniu nadano nową nazwę James S. Brady Press Briefing Room, ku pamięci Jamesa Brady'ego, rzecznika prezydenta Ronalda Reagana, który został postrzelony w próbie zamachu na głowę państwa w 1981.
W grudniu 2005 Biały Dom ogłosił plany renowacji audytorium. Prezydent George W. Bush otworzył odremontowane pomieszczenie 11 lipca 2007. Następnego dnia odbyła się tam pierwsza oficjalna konferencja prasowa. Dotyczyła ona irackiego rządu.
Obecny Briefing Room ma tylko o jedno miejsce dla prasy więcej niż przed renowacją.